# 1940년대
1940년대는 1940년부터 1949년까지를 가리킨다. 
연대 초부터 제2차 세계 대전의 영향으로 인해 어느 때보다 세계가 전쟁의 격랑과 소용돌이에 휘말렸던 시기이며 그로 인해서 이 연대 들어서 사망자가 늘어나는 기록과 사례를 세웠다. 종전 이후에는 국력 1위인 미국과 2위인 소련의 대립과 자본진영 및 공산진영의 대립으로 이 연대 들어서 냉전기류가 시작되기도 한 연대였다. 미국은 2차 세계 대전의 최후의 승리자가 된 그 때부터 현재까지 세계 국력 1위 자리를 확고히 지키고 있다.

## 사건
- 1940년 - 창씨개명 시행.
- 1941년 - 태평양 전쟁 발발.
- 1945년
  - 제2차 세계 대전 종전.
  - 일본제국 항복, 한국 광복.
- 1948년 - 대한민국 정부 수립
- 1949년 - 중국 정부 수립

## 같이 보기
- 가장 위대한 세대